# Capão da Canoa
Capão da Canoa egy község (município) Brazíliában, Rio Grande do Sul államban. Az állam déli részén, az Atlanti-óceán partján helyezkedik el, a Porto Alegre-iek kedvelt nyári tengerparti üdülőhelye. 2020-ban becsült népessége 54 051 fő volt.

## Története
A tavak és tenger által határolt idilli helyen indiánok éltek, azonban az európaiak érkeztével számuk lehanyatlott. A mai település környékén a 19. században jelentek meg az első tanyák. 1900 körül már kisebb falu volt itt, melyet Arroio da Pescaria (Halász-patak) néven ismertek, a rajta áthaladó vízfolyás után. A gaúchók mellett halászok, földművesek, kalandorok is letelepedtek itt, és az 1920-as években már fürdőzők is felkeresték Porto Alegre és a Gaúcho-hegység vidékéről. 1940 körül a település felvette a Capão da Canoa (Csónak-liget) nevet, mely eredetileg a Nunes család tanyájának neve volt. Ekkor még Osório község kerületének számított. 1982-ben népszavazás útján függetlenedett Osóriotól. 1992-ben Capão da Canoa egyik kerülete függetlenedett Xangri-lá néven.

## Leírása
Rio Grande do Sul egyik legnépszerűbb tengerparti üdülőhelye. Székhelye Capão da Canoa város, további kerületei Capão Novo, Arroio Teixeira, Curumim. Capão da Canoa belvárosának több fő utcája indián hősökről és mitológiai alakokról van elnevezve, akik José de Alencar történelmi regényeiben is megjelennek. 30 kilométer hosszú tengerpartja eredetileg 23 strandra volt felosztva, ezt jelképezi a címerben megjelenő 23 sugarú nap is. Jelenleg (Xangri-lá kiválása és városrendezés után) tengerpartja 19 kilométer, melyen 11 strand van.
Capão da Canoa város egyik látványossága az 1930-ban épült, ma már nem működő világítótorony. Körülötte parkot hoztak létre (Praça do Farol).